# Шри Пада
Шри Пада (синхалски језик за "Свети отисак стопала"), позната и као планина Саманалаканда (සමනළ කන්ද), тј. "Планина лептира" (тамилски језик Sivanolipatha Malai, சிவனொளி பாதமலை); у колонијално доба такође позната као "Адамов врх", је 2243 метра висока планина у Средишњој висоравни Шри Ланке.
Историја Шри Паде је препуна легенди и његов 1,8 м каменити врх, тзв. "свето стопало", будисти сматрају за отисак стопала Буде, хиндуисти Шиве, а муслимани и хришћани Адама.
Према Махавамсиној Великој хроници Шри Ланке, пројекција Будиног лика је ту посетила Шри Ланку 550. п. н. е. ставивши једну ногу у северни краљевски град (Анурадхапура), а другу на врху планине Шри Паде. У 11. веку се владајући монарх, краљ Виџајабаху I, са својом војском први попео на његов врх. У 13. веку га је освојио и краљ Пандита Паракрама Баху I те је одлучио уредити прилаз врху како би олакшао приступ ходочасницима. Марко Поло га је посетио у 13. веку, а Ибн Батута век касније. Током владавине краља Мага, будисти су били прогоњени и редовници су у великом броју побегли у суседне земље као што су Бурма, Тајска и Лаос. Како би наставили обожавати отисак Будиног стопала, Шри Пада, они су направили реплике које су постављене у храмовима у иностранству. Као резултат тога, обожавање Шри Пада се проширило у целој југоисточној Азији; пракса која се наставила непрекидно од 13. века до данас. Када су се редовници вратили донели су ове реплике натраг у храмове Шри Ланке и култ Шри Пада путем малих реплика је постао популаран у земљи. Током следећих векова, све до данашњих дана, планина Шри Пада је постала једно од најважнијих ходочасничких места у земљи.
Резерват дивљине врха Шри Паада, основан 1940. године, има површину од 22.380 хектара и припада ширем заштићеном подручју Средишње висоравни Шри Ланке која је 2010. године уписана на УНЕСКОв Списак места Светске баштине у Азији и Аустралазији због великог броја ендемских биљака.